# Giorgos Kyriakakis

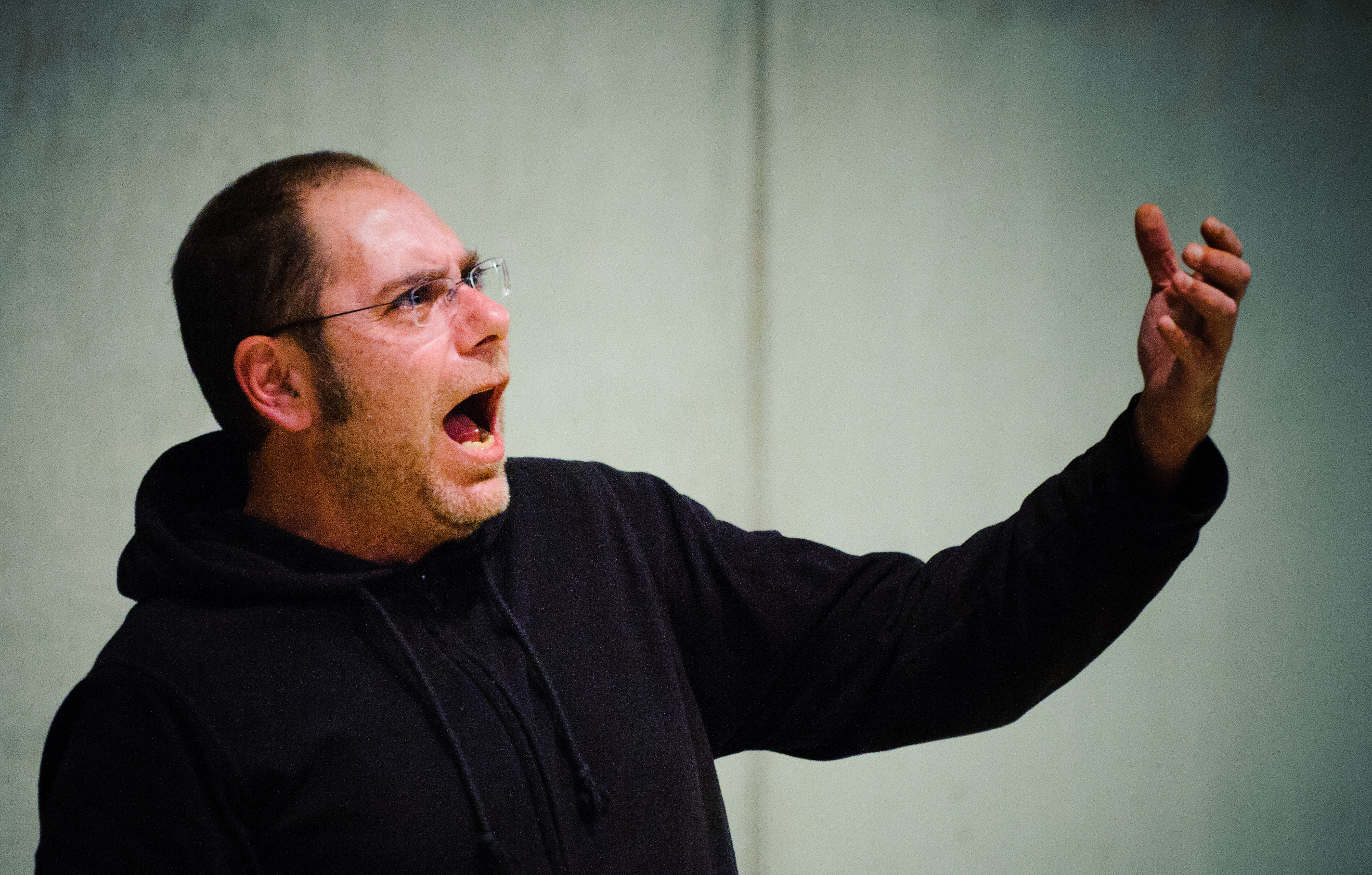
Giorgos Kyriakakis, 2011

Giorgos Kyriakakis (griechisch Γιώργος Κυριακάκης, * 1967 in Rethymnon auf Kreta) ist ein griechischer Komponist.

## Ausbildung
Seinen ersten Musikunterricht erhielt Kyriakakis auf der Insel Kreta. Danach studierte er Komposition und Musikanalyse bei Joseph Papadatos und byzantinische Musik bei Lykourgos Angelopoulos am Konservatorium Philippos Nakas in Athen. Er setzte seine Studien in Komposition, Medienmusik, Musik außereuropäischer Kulturen mit Dimitri Terzakis, sowie in Elektro-akustischer Komposition mit Prof. Eckhard Rödger an der Hochschule für Musik und Theater „Felix Mendelssohn Bartholdy“ Leipzig fort.

## Lehrtätigkeit
Kyriakakis hatte bereits diverse Lehraufträge für Komposition, Tonsatz, byzantinische und griechische Musik u. a. am Konservatorium Philippos Nakas in Athen, am Berklee College of Music sowie an der Universität Makedonien in Thessaloniki wahrgenommen, bis er dort 2006 am Institut für Musikwissenschaften zum Privatdozenten berufen wurde.

## Kompositionen
Kyriakakis hat zahlreiche Werke für Theater und Kino, sowie für Solo Instrumente, Kammermusik, Chor und Orchester komponiert. Seine Musik wurde bereits in mehreren Ländern aufgeführt und bei FM-records und ARKYS aufgenommen. Seine Werke erscheinen im Musikverlag Edition Gravis.
- Tango per D für Trompete und Klavier
- Ialemos  für Tiefbläser (3 Althörner,  Posaune,  Euphonium,  Tuba)
- Minimal I und II für Klavier
- Trio für Alt-Saxophon, Klavier und  E-Bass
- Vermisst… für Orchester
- Chrysalis’ Metamorphosen für Blechbläser-Quintett und Klavier
- Kleine Suite für Trompete, Pausane und  Percussion 1
- En Chordäs (Auf Saiten) für Streicher-Quartett
- Chalkos Echoon (Klingendes Blech) für Kammerorchester (Oboe, Klarinette, Horn, Trompete, Posaune, Percussion 1, Klavier, Cello, Kontrabass)
- St’ animera (Am Tage) für Saxophon-Quartett
- Änei Ι für Querflöte
- Trisdiathlasis (Refraktion) für Klarinette, Alt-Saxophon und Fagott
- Lubato variationen für Mezzosopran und Kammerorchester (Bassetthorn, Trompete, Bratsche, Kontrabass und Percussion 1)
- Proposis ’93 für Bariton, Geige, Cello und Percussion 1
- Unsichtbare Städte für Kammerorchester (Oboe, Klarinette, Bassklarinette, Fagott, Trompete, Posaune, Percussion 1, Cembalo und zwei Kontrabasse)
- Antäon für Trompete und vier Posaunen
- Kantate über die Hoffnung (Text aus dem Neuen Testament) für gemischten Chor und Kammerorchester (Querflöte Oboe, Horn, Posaune, Geige, Cello, Kontrabass)
- Sigana (Leise) für Klarinette und Alt-Saxophon
- Prophezeiungen für Soprano, Querflöte, Akkordeon und Percussion 1
- Toccata für Solo Tasteninstrument
- Der Trick der Drossel für Orchester
- Einleitungsnote oder Zusammenfassung (Text: G.Skarimbas) für Solo Stimme
- 16.Lesung: Stimmen (Text: K.P.Kavafis) für Stimmen-Quartett
- Enalion pyr (Meeresfeuer) für Bläserquintett
- Epestrefe (Rückkehr), für Oboe, Klarinette, Alt-Saxophon und Fagott
- Oulaloum Ι (Text: G.Skarimbas) fünf plus ein Lied für mittlere Stimme und Akkordeon
- Black Midnight für Querflöte, Klarinette und Alt-Saxophon
- Katedioxan (Verfolgt) für 6 tiefe Streichinstrumente
- Round Midnight für Solo Cello
- Ulysses am Fluss (Text: T.Sinopoulos) für Kinderchor, Geige, Cello und Klavier
- Hydata (Gewässer) für Orchester
- Anagram (Text: T.S.Eliot) für gemischten Chor
- Mini to Oktovrio (Im Monat Oktober) für Erzähler, Psaltis, Bariton, Kinderchor, byzantinischen Chor, und Kammerorchester (Querflöte, Klarinette, Saz, Trompete, Tuba, Percussion 2, Geige, Cello, Kontrabass)
- Oulaloum II (Text: G.Skarimbas)  sechs Lieder für tiefe Stimme und E-Gitarre
- Persephone (Text: K.Chatzinakis) fünf Lieder für Kinderchor und Orchester
- Sieben Zusammenfassungen für zwei beliebige melodische Instrumente
- Liebesvesper für Akkordeon und Klavier
- Schema für Akkordeon
- Schema II für Saxophon
- Ode β’  für Streichorchester
- Eti deomai sou (Weiterhin bitte ich Dich – Text: G. Skarimbas) für mittlere Stimme und Tasteninstrument
- Nord-Süd-Nord für symphonisches Blasorchester
- Oinos Tritos (Wein der Dritte) Konzert für Alt-Saxophon und Streichorchester
- Orneon Rok für Geige und Gitarre
- Schema III für Posaune
- …and so she went! für Schüler-Kammerorchester (Querflöte, Klarinette, Alt-Saxophon, kleine Percussion 1, Klavier)
- Isabelle im Garten für Blockflöte und Akkordeon
- Five Finger Exercises (Text: T.S.Eliot) für jede Stimme und jedes Instrument
- Schema IV für Blockflöte
- Lygisma (Beugung) für Fagott und Klavier
- Schema V für Geige
- Schema VI für Klarinette
- Missa Contemplativa für mittlere Stimme, Querflöte, Bariton-Saxophon und Cembalo
- Jose en Avlida für Violine, Akkordeon, Klavier und Kontrabass
- Zibib für Saxophonquartett
- Schema VII für Piccoloflöte
- Engomia (Lobesreden) für Kinderchor und Blechblas-Quintett
- Strophe eine für jedes Instrument
- Apokopos (Text: Bergadis) für Tenor und Kammerorchester (Querflöte, Oboe, Klarinette, Fagott, Trompete, Posaune, Tuba, Streicher-Quintett)
- Lithino (Steinern), drei Stücke für Gitarre
- Helidonisma (Schwalbengesang) für 8 Geigen
- Schema VIII für Tuba
- Bienhereuse Emilie sechs Hymnen an St. Emilie de Vialar, für Kinderchor und Continuo
- Logismos (Gedanke) für Querflöte und Klavier
- Klotho, Konzert für Klavier und Streichorchester with percussion/1
- Unwinable Nazar, ein musikalisches Märchen für Erzähler und Saxophon-Quartett
- Antigiaerma für Oboen-Quartett
- Ouden menei (Nichts bleibt) für Baritonsaxophon und Tonband oder Percussion
- Trois Satiens für zwei Klaviere
- Ode θ’ für Streichorchester
- Beast West für Bassflöte und Akkordeon
- Pillow stories für zwei beliebige Instrumente
- Chronos Toutos (Diese Zeit) für Saxophon-Quartett
- Enois für Mezzo, Fagott, Klavier und Percussion
- Strophe für Streichquartett
- En los barcos Solokonzert für Geige, Klavier und Orchester
- Nollendorfstrasse Variationen für zwei beliebige Streichinstrumente
- Sechste Stunde für Blasquintett
- Mauricios’ Nachtigall für Streichorchester
- Mitos für Klarinette, Cello und Klavier
- Sechs ägäische Spiele für zwei melodische Instrumente
- Gloria für sieben Singstimmen a cappella
- Salve Regina für vier Singstimmen a cappella
- Semikolon für Akkordeon und Saxophonquartett
- Os éch’  (Wie ’s ist) für kretische Leier (ggf. Violine oder Viola) und Akkordeon
- Hydata II  (Gewässer II) für Orchester
- Don’t forget the bells  für Schlagzeug
- Menta  für Klavier
- Trost  für Flöte

### Bühnenmusik

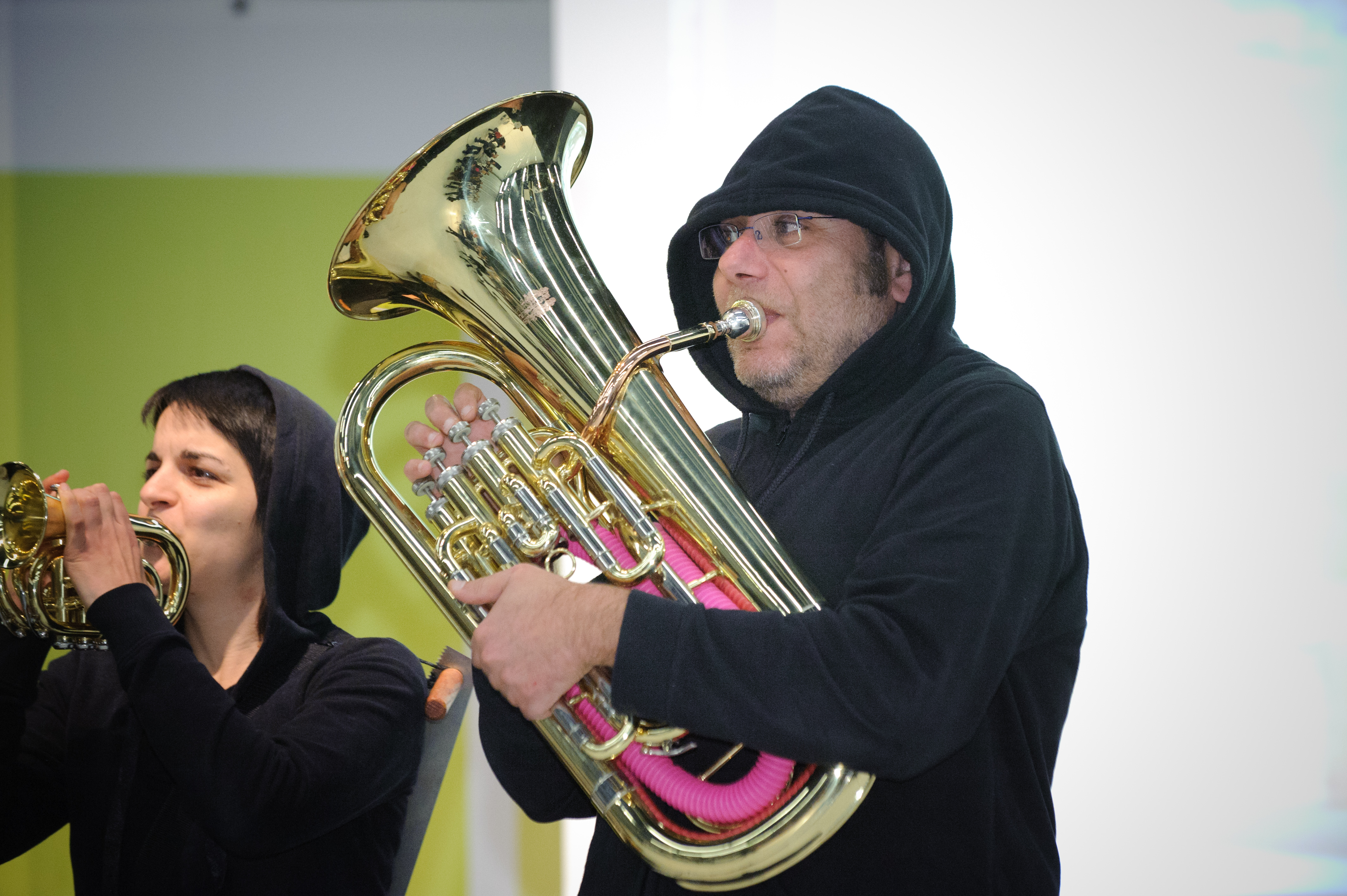
Giorgos Kyriakakis spielt Euphonium, 2011

- O.Paz: Rapatsinis΄ Garden (Zakynthos, 1999)
- Euripides: Helene (Athen, 2000)
- W.Shakespeare:  Der Widerspenstigen Zähmung (Athen, 2001)
- G.Kyriakakis: Ballet Mechanique (Athen, 2003)
- Katia Engel: From Distance Times and Places (Berlin, 2008)
- Faozan Rizal, Katia Engel: Batu Melingkar Api (Berlin, 2009)
- Miriam Sachs: "Hades" (Berlin, 2010)
- Miriam Sachs: "Die Gewalt der Musik" (Mondepulciano/Berlin, 2011)
- Miriam Sachs: "Odysseus.Krieg.Entzug." (Berlin, 2012)

### Filmmusik
- Katia Engel, Faozan Rizal, Ballet Mechanique (1997)
- Katia Engel, A Moment In und Out of Time (2009)

## Sonstiges
Giorgos Kyriakakis war zwischen 2004 und 2009 als Produzent des öffentlichen griechischen Rundfunksenders ERA2 (griechisch ΕΡΑ2) tätig. Er ist Mitglied des Verbandes Griechischer Komponisten (EEM), sowie des Deutschen Komponistenverbandes (DKV). Er lebt und arbeitet in Berlin.